# Edward Kynaston
Edward Kynaston, né en 1640 et décédé en janvier 1706, est un comédien anglais de l'époque de la Restauration anglaise. Il est l'un des derniers acteurs de cette période à avoir incarné des rôles de femmes.
Le personnage de Kynaston est incarné par l'acteur Billy Crudup dans Stage Beauty, un film de 2004 réalisé par Richard Eyre. Ce film est une adaptation de la pièce Compleat Female Stage Beauty de Jeffrey Hatcher.